# Vereniging Nederlands Cultuurlandschap

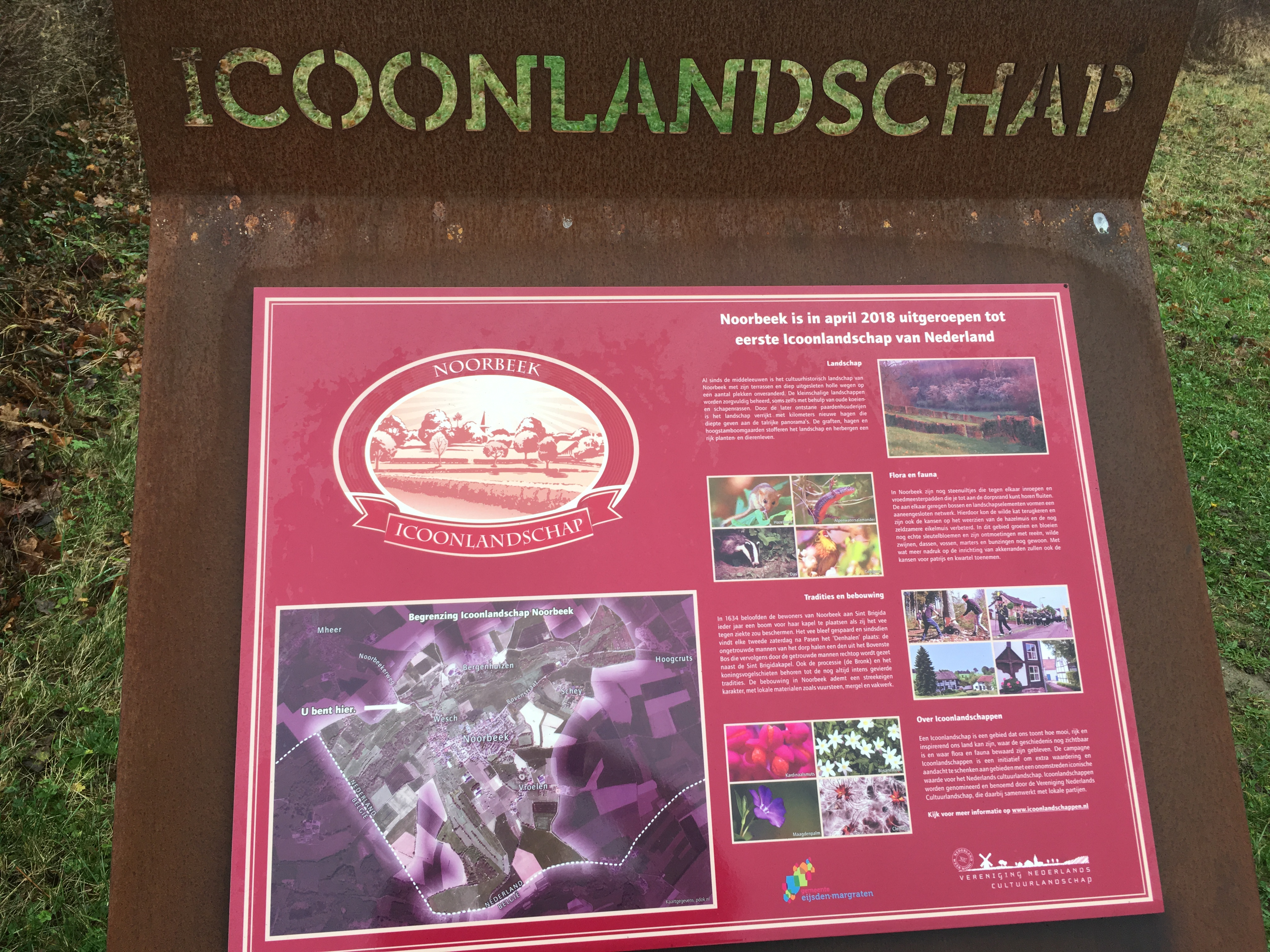
Icoonlandschap Noorbeek

De Vereniging Nederlands Cultuurlandschap is een organisatie die zich inzet voor het behoud en beheer van het Nederlandse landschap.
De vereniging streeft naar een landschap voor de mensen die daar nu werken, wonen en recreëren, dat ook ruimte laat aan andere functies zoals cultuurhistorie, landschapsschoon en biodiversiteit. De vereniging is opgericht door Jaap Dirkmaat na het opheffen van Das & Boom in 2006. Meer dan Das & Boom heeft ze een breed draagvlak, wat wordt weerspiegeld in een divers samengesteld comité van aanbeveling.

## Cultuurlandschap
In Nederland bestaat van oudsher een zeer divers en per streek verschillend cultuurlandschap. Door ruilverkaveling en grootschalige modernisering van de landbouw is er vaak weinig meer intact van het oude agrarische cultuurlandschap. De vereniging is voorstander van een inrichting en beheer van het landschap op een wijze waardoor de agrarische cultuurgeschiedenis herkenbaar is. De organisatie richt zich daarbij onder meer op het herstellen of nieuw aanleggen van landschapselementen als heggen, sloten, houtwallen en akkerranden. 
Met de campagne Nederland weer Mooi, een "deltaplan voor het landschap" speelt men in op  nostalgische trends en ideeën over een gezond plattelandsleven. Daarin refereert men aan een nauwelijks nog bestaand buitenleven waarmee de massa het contact vrijwel verloren heeft en dat in de geromantiseerde vorm waarin het anno 2009 soms gepresenteerd wordt nooit bestaan heeft.
De vereniging omvat een tweetal stichtingen. De Landschapswacht richt zich op het behoud en beheer van waardevolle cultuurlandschappen door natuurbeheerorganisaties en particuliere landgoedeigenaren. Das & Boom richt zich op de bescherming van bedreigde soorten dieren en planten, en hun leefgebieden. Een speciaal doel is de tijdelijke opvang, verzorging en revalidatie van hulpbehoevende dassen.

## Landschapsmuseum en miniaturen
De vereniging heeft haar hoofdkantoor in Huis Wylerberg in Beek (Berg en Dal), dat ook wordt gebruikt als Landschapsmuseum. In dit museum staat de geschiedenis van het Nederlandse cultuurlandschap centraal. Naast de activiteiten van de VNC wordt informatie gegeven over het belang van het in stand houden van het cultuurlandschap. Ook is er een aquarium gevuld met het rijke leven van een boerensloot.
Bij het museum ligt een soort Madurodam van het Nederlandse landschap met elf Nederlandse landschappen in miniatuur. De miniaturen laten zien wat houtwallen, sloten, elzensingels en dergelijke doen voor de schoonheid van het landschap en welke verrijking ze kunnen betekenen voor flora en fauna. Ze geven ook een beeld van de cultuurhistorie en streekeigenheid van het Nederlandse landschap.
Iets ten westen van Huis Wylerberg liggen weilanden waar de vereniging rond 2010 heggen heeft aangelegd. Op deze manier kunnen bezoekers met eigen zintuigen ervaren hoe snel een waardevolle ontwikkeling van natuurelementen mogelijk is. De VPRO nam een rondleiding door directeur Jaap Dirkmaat op in een documentaire over daadkrachtige natuurherstellers.

## Gouden Mispel en Gouden Zwaluw
- De VNC reikt jaarlijks Gouden Mispel uit aan personen of organisaties die een uitzonderlijke bijdrage hebben geleverd aan de bescherming of ontwikkeling van het Nederlands cultuurlandschap.
- De Gouden Zwaluw wordt door het uitgereikt aan personen of organisaties die zich verdienstelijk hebben gemaakt om de natuur in de straat, wijk of stad. het beeld, een bronzen beeltenis van de gierzwaluw, is gemaakt door kunstenaar Frans van Hintum.

## Icoonlandschappen
Sinds 2018 waardeert de VNC gebieden met een nationale voorbeeldfunctie en uitzonderlijke waarde voor het Nederlandse cultuurlandschap met het predicaat icoonlandschappen. Sindsdien zijn de volgende landschappen tot icoon benoemd:
1. Noorbeek, Zuid-Limburg[3]
2. De Hoge Berg, Texel
3. Het Aaltense Goor, Gelderland
4. Staverden & Leuvenum, Gelderland
5. De Sint-Jansberg, Noord-Limburg